# Gary Orr
Gary Orr (* 11. Mai 1967 in Helensburgh, Schottland) ist ein schottischer Profigolfer.

## Werdegang
Er wurde 1988 Berufsgolfer und ist seit 1993 ständiges Mitglied der European Tour. Seine beste Saison gelang Orr im Jahre 2000, als er seinen ersten Turniererfolg feiern konnte und einen weiteren, bei den prestigeträchtigen British Masters, folgen ließ. Dies brachte ihm auch seine bisher beste Platzierung in der European Tour Order of Merit – 10. Rang – und Preisgelder von über 1 Mio. € ein. In den vielen Spielzeiten auf der großen europäischen Turnierserie verfehlte er nur zweimal die Top 100.
Orr vertrat Schottland dreimal im Dunhill Cup und einmal im WGC-World Cup. Bei der Seve Trophy 2000 stand er im Team von Großbritannien und Irland.
Gary Orr ist seit 1998 mit seiner Frau Sarah verheiratet. Die beiden haben zwei Söhne und wohnen im englischen Weybridge.

## European Tour Siege
- 2000: Algarve Portuguese Open, Victor Chandler British Masters

## European Seniors Tour Sieg
- 2018 Scottish Senior Open, Paris Legends Championship

## Andere Turniersiege
- 1991: Sunderland of Scotland Masters

## Teilnahmen in Teambewerben
- Alfred Dunhill Cup 1998–2000
- WGC-World Cup 2000
- Seve Trophy 2000